# HMS Rainbow (N16)
Pour les autres navires du même nom, voir HMS Rainbow.
Le HMS Rainbow (pennant number : N16) est un sous-marin de Classe Rainbow, construit pour la Royal Navy dans les années 1930.

## Conception
Les sous-marins de classe Rainbow ont été conçus comme des versions améliorées de la classe Parthian et étaient destinés à des opérations à long rayon d'action en Extrême-Orient. Les sous-marins avaient une longueur hors-tout de 87,5 m, une largeur de 9,1 m et un tirant d'eau moyen de 4,2 m. Ils avaient un déplacement de 1 800 tonnes en surface et 2 060 tonnes en immersion. Les sous-marins de classe Rainbow avaient un équipage de 56 officiers et matelots. Ils avaient une profondeur de plongée de 300 pieds (91,4 m).
Pour la navigation en surface, ces navires étaient propulsés par deux moteurs diesel de 2200 chevaux-vapeur (1 641 kW), chacun entraînant un arbre d'hélice. Une fois en immersion, chaque hélice était entraînée par un moteur électrique de 660 ch (492 kW). Ils pouvaient atteindre 17,5 nœuds (32,4 km/h) en surface et 9 nœuds (17 km/h) sous l’eau. Les navires avaient un rayon d'action de 7 050 milles marins (13 060 km) à 9,2 nœuds (17 km/h) en surface et de 62 milles marins (115 km) à 4 nœuds (7,4 km/h) en immersion.
Les navires étaient armés de six tubes lance-torpilles de 21 pouces (533 mm) à la proue et de deux autres à l’arrière. Ils transportaient six torpilles de rechargement, soit un total de quatorze torpilles. Ils étaient également armés d’un canon de pont de 4,7 pouces QF Mark IX (120 mm).

## Engagements
Le 22 janvier 1932, le HMS Rainbow s’échoua dans la Manche au large de Ventnor, sur l’île de Wight. Il a été renfloué plus tard le même jour.
Le HMS Rainbow a servi en Extrême-Orient jusqu’en 1940, date à laquelle il a été transféré en mer Méditerranée. Il part pour une patrouille au large de la Calabre le 23 septembre 1940 et devait être de retour à Alexandrie le 16 octobre. Le dernier contact avec lui est effectué le 25 septembre. Il aurait été coulé le 4 octobre lors d’une collision accidentelle avec le navire marchand italien Antonietta Costa, qui naviguait alors en convoi depuis l’Albanie. Le Antonietta Costa a signalé avoir heurté à 03 h 30 un objet submergé, et le choc fut suivi d’une énorme explosion sous-marine.
Jusqu’en 1988, on croyait que le HMS Rainbow avait été coulé par le sous-marin italien Enrico Toti, mais il a finalement été déterminé que le sous-marin que le Enrico Toti a coulé était le HMS Triad.